# Kovači (Raška)
Kovači (Servisch cyrillisch Ковачи) is een plaats in de Servische gemeente  Raška. De plaats telt 283 inwoners (2002).